# 主査
主査（しゅさ）は、中央省庁・地方公共団体や各種の公的な機関、民間企業などの組織における職名の一つである。本来の意味は、業務を調査・チェックする、助言を行う、意見を取りまとめるなどする者のことである。

## 国
中央省庁では、一般に主査は係長級の職名として使用されていることが多い。財務省では、主計局に主査の職があり、課長補佐級が就任するが、主計官補佐（課長補佐級）が主査を兼ねており、主査そのものは課長補佐級ではない。しかし、課長補佐級として置かれていることもあり、主査の地位は機関によって異なる。例えば、財務省の下部組織の国税局では課長補佐級の入口のポストとして用意されている。国税局の主査は、係長より上で課長補佐よりはやや下の格付けとなっている。主に国税局の係長や税務署の課長補佐・総括上席クラスの職員が昇任した直後に任用されるほか、税務署統括官からの横滑り人事で就任するケースもある。一般的には課・部門の内部組織の班長としての仕事や、係付として課長補佐と係長の中間に当たるポストに主査という職名が与えられており、中には主査が係長を兼任する部署も一部存在する。また、主査の上位にはさらに課長補佐と同等の格付けに当たる総括主査というポストが存在する部署もある。なお税務署においては「主査」という職名は使われておらず、「上席国税徴収官・調査官」が地方公共団体等の「主査」に相当する役職とされている。また、法令に基づいて設置される審議会等や、法令に基づかないで中央省庁に置かれる各種の懇談会等では、審議会の分科会や専門部会のような、比較的少人数のチームによって行われる審議の取りまとめを行う委員等のことを主査と呼ぶことがある。

## 地方公共団体
おおむね係長級のスタッフ職の職名として一般的に使用されているが、課長補佐級である場合（多くの地方公共団体では主幹とよんでいる職に相当する）や係長級より下層に位置づけられる職名である場合もある。係長級の主査は、ライン係長よりはやや下の位置づけである例が多く見られ、主査を務めた後ライン係長あるいはライン係長相当のスタッフ職である副主幹または「班長」となる。ただし、地方公共団体ごとにその地位は異なる。近年は職員の年齢構成は40～50代の世代にピークがあり、係長・課長補佐といった監督職の多くを高齢世代が占めている上、行財政改革の一環で管理職ポストが削減されていることで、慢性的にポストが不足している。したがって、若い職員が所定の条件を満たし係長級に昇任する場合は主査を増やすことで対応せざるをえず、業務内容が一般職員と同じである主査も珍しくなくなっている。また、下層の主任（または「副主査」）あたりと比較しても特筆するべき職務の違いは見られず、単なる給与体系の違いとしてしか認識されていない。ただし、若い職員の指導や係長の補佐などを担う立場にあることも少なくない。また、採用試験の種類によって「事務主査」と「技術主査」という風に呼び名が異なる地方公共団体もある。また係制をとらず班制を採用しているところでは「班長」に係長級の者を充てる場合もあるが、該当者は「企画主査」などに補され、一般の「事務主査」や「技術主査」などとは区別されることが多い。また、専門性を有するベテランの主査を「企画主査」に補する場合もある。

## 民間企業
民間企業では、役職名としてよりも社員の階級を表す職層名として用いられることが多い。一例として、一部IT企業のなかの部長以下は、エキスパート→主査→主任という階層があるが、このなかの主査は一般で言う課長に相当する。自動車メーカーでは、プロジェクトのリーダーを務める者を主査、主幹、LPLと呼ぶ。JA組織では「主任」の一つ上にあたる職種であり、職務内容として「係長」を任されるケースが多い。